# Hallar-Steinn
Hallar-Steinn fue un escaldo de Islandia que vivió hacia finales del siglo XII. Es conocido por su poema Rekstefja, conservado en el Bergsbók y Óláfs saga Tryggvasonar en mesta. Otros pocos versos dispersos también han llegado a nosotros, mencionados en Skáldskaparmál, Laufás-Edda y el Tercer tratado gramatical.
Rekstefja relata la vida del rey Olaf Tryggvason desde su auge en el Rus de Kiev hasta su caída en la batalla de Svolder. Consiste en 35 versos en métrica dróttkvætt. El nombre del poema deriva del referente en nórdico antiguo stef que consiste en tres líneas divididas en tres versos consecutivos. El poema se proclama a sí mismo como el tercer drápa sobre Óláfr Tryggvason, en referencia a los dos previos obra de Hallfreðr vandræðaskáld y un desconocido Bjarni. El poema es técnicamente complejo y hace uso de intrincadas combinaciones de kennings. Está influenciado por la obra de Arnórr Jarlaskáld y Einarr Skúlason y tiene muchas similitudes con Óláfsdrápa Tryggvasonar, conservado en el mismo manuscrito.
No existe información biográfica sobre Hallar-Steinn. Su nombre puede derivar del nombre de una granja llamada Höll en Þverárhlíð, Borgarfjörður. Se ha intentado identificar a Hallar-Steinn con un poeta del siglo XI Steinn Herdísarson, pero este argumento no tiene apoyo de investigadores modernos.